# Ren Shang
Ren Shang   (valor desconegut - 118 (Gregorià)) va ser el Protector General de les Regions Occidentals sota la Dinastia Han Oriental entre el 102-106 EC.

## Biografia
En febrer, 91, ell i Geng Kui van derrotar el shanyu del nord sense nom poc després de la batalla d'Ikh Bayan, per encàrrec de Dou Xian. En el 93, ell va matar a l'últim chanyu del nord, Yuchujian Chanyu, durant un empait amb Wang Fu. Una estela amb una inscripció xinesa d'ell, 汉任尚纪功铭, va ser excavada en el 1957 per Kumul, Xinjiang, la qual tenia registrada un esdeveniment del 93 EC.
Quan Ban Chao es retirava del seu càrrec de Protector General de les Regions Occidentals en el 102 EC, a causa de la seva edat i mala salut, Ren Shang li va demanar un consell. Ban Chao va dir:
"Els oficials que es troben fora de la barrera no són, naturalment, fills dedicats i nets obedients. Tots ells han estat deportats per alguna malifeta i se'ls ha ordenat d'ocupar un post en les colònies de la frontera militar. D'altra banda, els bàrbars tenen les emocions de les aus silvestres i els animals. És difícil fomentar les seves bones tendències i és fàcil de destruir-los. Ara, tens un caràcter auster i estricte. Bé, quan un riu és clar, aquest no en té peixos grans. Un govern que és massa meticulós no obté la simpatia dels seus inferiors. Has d'estar amb una actitud complaent i lliure de tibantor, sigues indulgent amb els errors petits, i acontenta't amb guiar de la mà als generals principals.
Després que (Ban) Chao va marxar, (Ren) Shang li va dir en privat als seus amics més propers: “Pense que el Senyor Ban té algunes prescripcions meravelloses, però el que m'ha dit ha estat molt ordinari."
En el 107 EC, les Regions Occidentals de l'actual província de Xinjiang es van revoltar en contra del govern xinès. Ban Yong va ser nomenat com a Comandant (Jun Sima 軍司馬), i juntament amb el seu germà major, Ban Xiong (班雄), va anar cap a Dunhuang per reunir-se amb el Protector General de les Regions Occidentals, Ren Shang (?-119 EC), que havia substituït a Ban Chao com Protector General en el 102 EC. Els xinesos hagueren de retirar-se, i després d'açò no hi va haver més funcionaris xinesos a les Regions Occidentals durant més de deu anys fins que Ban Yong va tornar en el 126 EC.
Segons el Hou Hanshu, Cap. 117, p. 6b, Ren Shang va ser retirat i executat en el 118 EC, per cometre exactament els errors que Ban Chao li havia advertit de no fer.